# قائمة أهرامات مروي

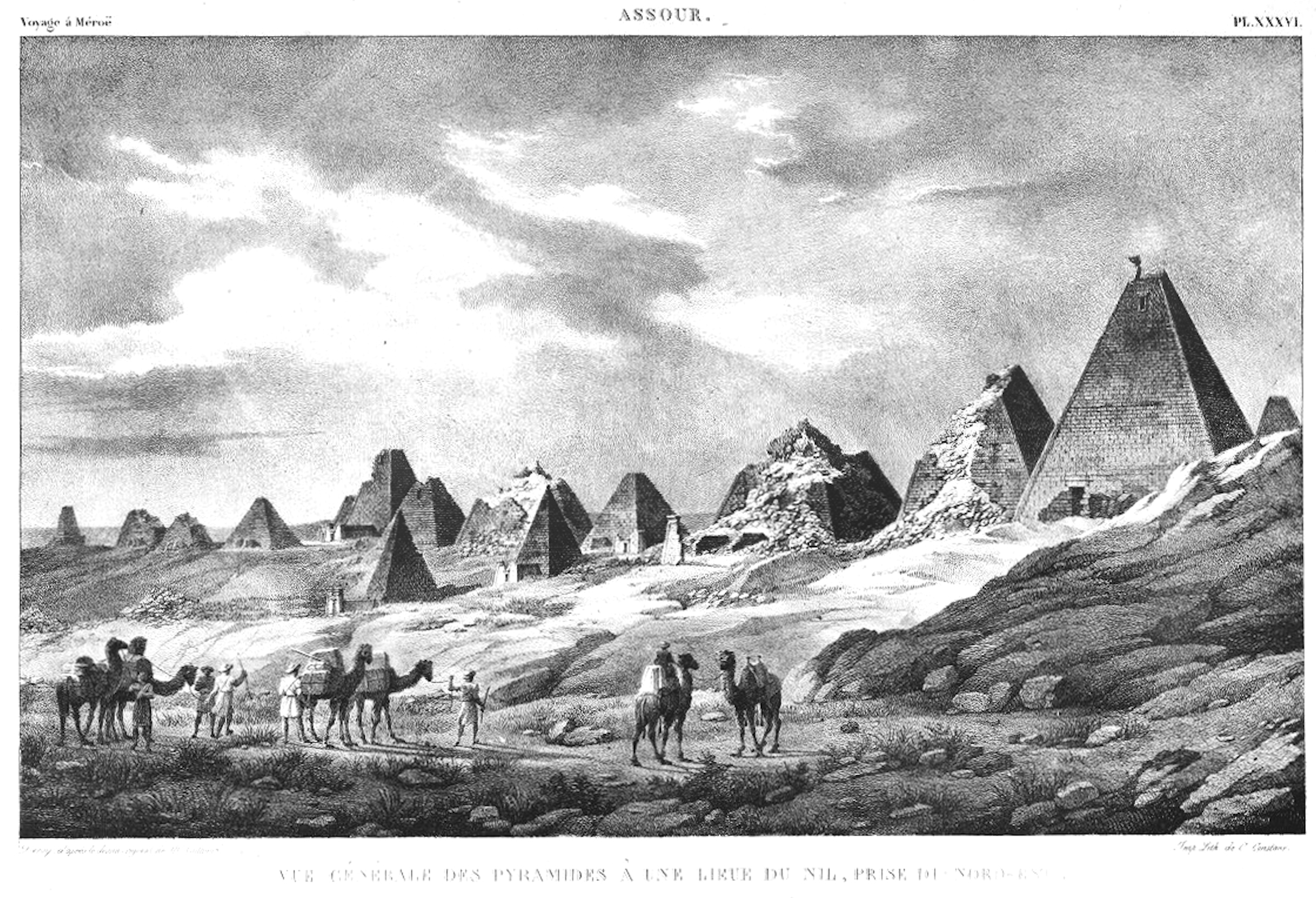
أهرامات مروي النوبية في عام 1821، بقلم فريديريك كايليود

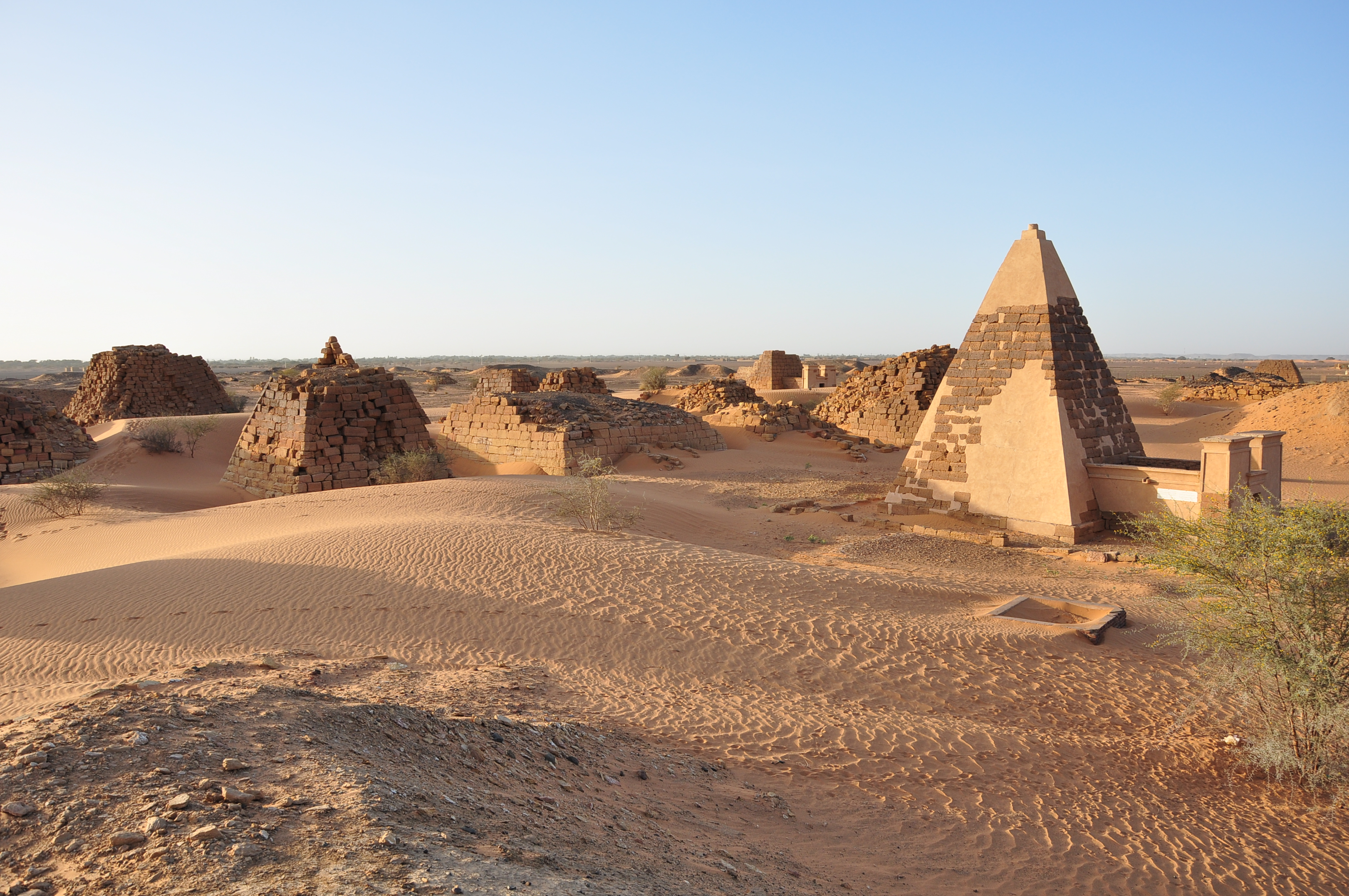
المقبرة الغربية في مروي

تعد أهرامات مروي جزءًا من مجموعة أكبر من الأهرامات النوبية، التي بنيت في زمن المملكة الكوشية على مدى فترة قريبة من الألفية. بالقرب من مروي، تم بناء ثلاث مقابر ملكية.
- مقبرة الجنوب تضم تسعة أهرامات ملكية. تنتمي أربعة من الأهرامات إلى الملوك وخمسة من الملكات. مائة وخمسة وتسعون مقبرة أخرى تكمل المقبرة.
- تحتوي المقبرة الشمالية على واحد وأربعين هرمًا ملكيًا. ينتمي ثلاثون إلى الملوك، ستة إلى ملكات وخمسة إلى أفراد العائلة المالكة الأخرى. تحتوي المقبرة على ثلاثة مقابر غير ملكية ليصبح المجموع أربعة وأربعين.
- المقبرة الغربية هي موقع غير ملكي. يحتوي على حوالي مائة وثلاثة عشر مقبرة.[2]

## المقبرة الجنوبية بالبجراوية

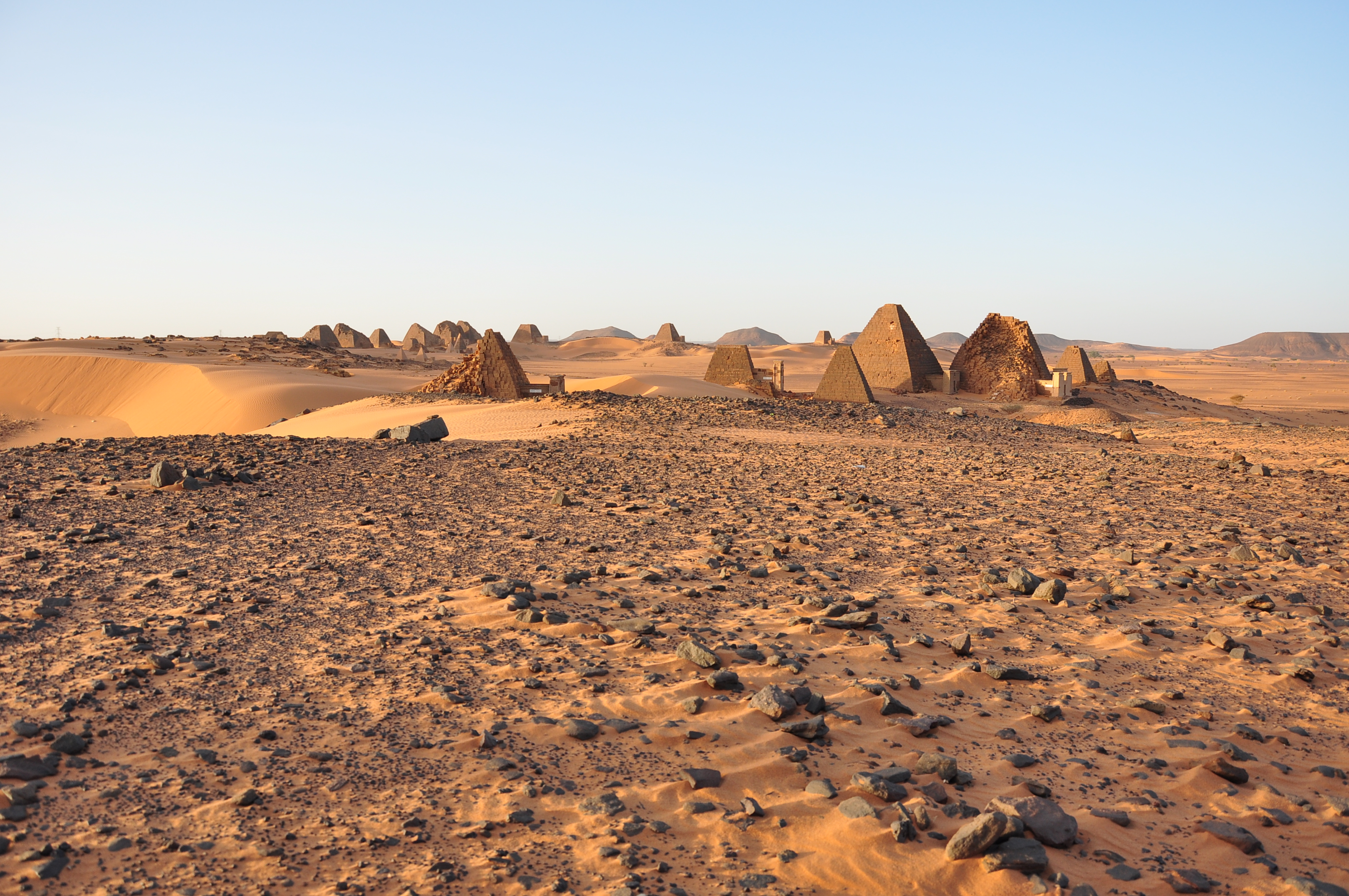
مقبرة مروي الجنوبية

المقبرة الجنوبية هي مكان دفن الجانب المروي للعائلة المالكة من حوالي 720 - 300 قبل الميلاد. في النهاية، أصبحت المقبرة موقع الدفن الملكي الرئيسي لملوك مروي. تحتوي هذه المقبرة على العديد من الأهرامات:
- إفترض جدلا. S 1 - هرم الملكة (مجهول)
- إفترض جدلا. S 22 - هرم الملكة (مجهول)
- إفترض جدلا. S 3 - هرم الملكة (مجهول)
- إفترض جدلا. S 4 - أخت الملك، والدة الملك، كينريه = ساليران؟ (أم سلوى؟).
- إفترض جدلا. S 5 - الملك أمانيزلو
- إفترض جدلا. S 6 - الملك ارقماني أو الملك خنوم إب ر (؟ )
- إفترض جدلا. S 9 - هرم الملكة (مجهول)
- إفترض جدلا. S 10 - الملك كالكا كالتالي
- إفترض جدلا. S 20 - الأمير ويتيريكين (؟)، ابن أماني ستبرقة أو سياسبقة
- إفترض جدلا. S 85 - الأميرة ميرنوا، الملك أنلاماني - أسبيلتا
- إفترض جدلا. S 500 - الأمير كاريبين، نجل الملك سياسبقة أو الملك نساخما[4]
- إفترض جدلا. S 503 - الملكة خيننوا، ما يقرب من وقت ناستاسن[3]

## مقبرة الشمال بالبجراوية

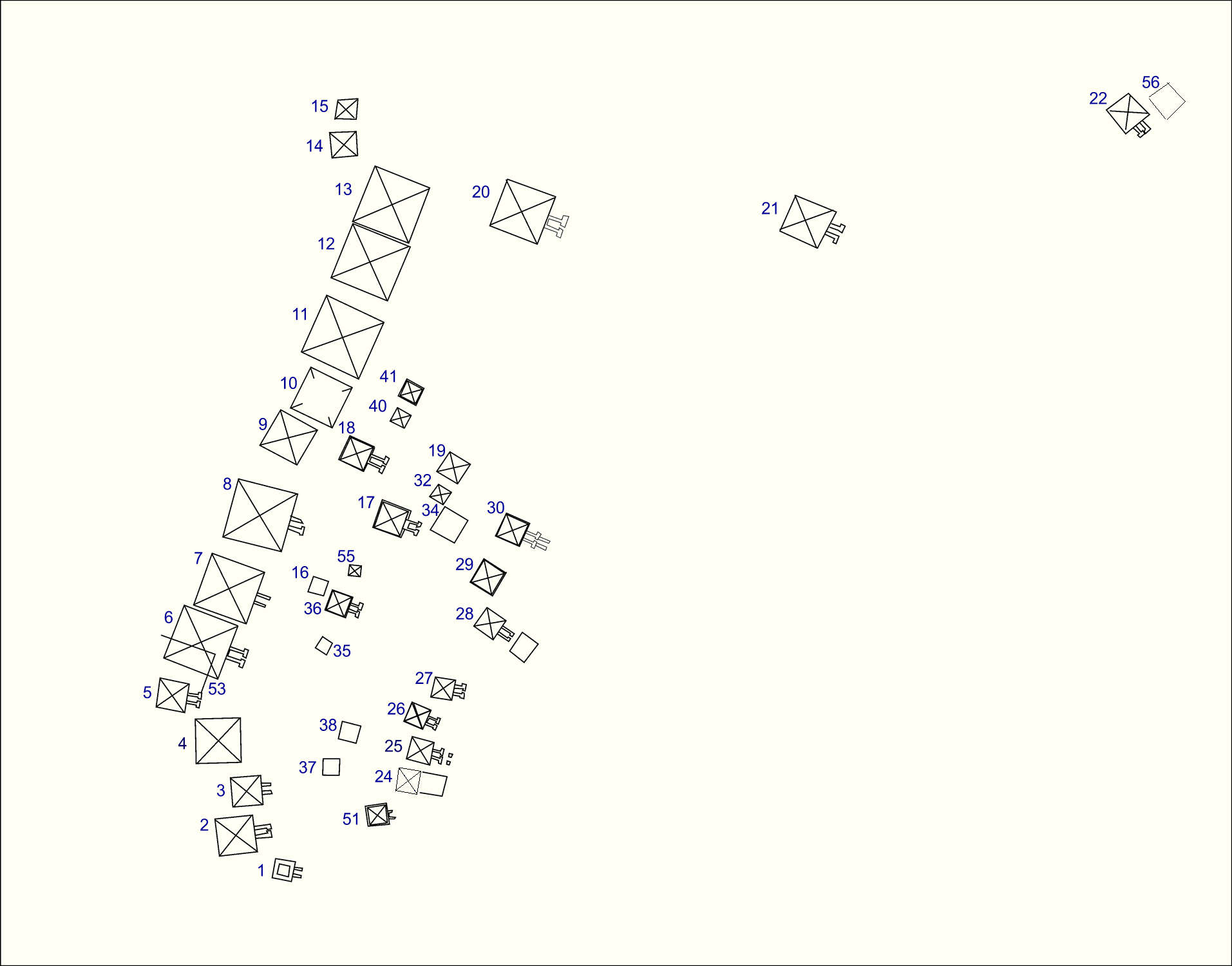
مقبرة الشمال

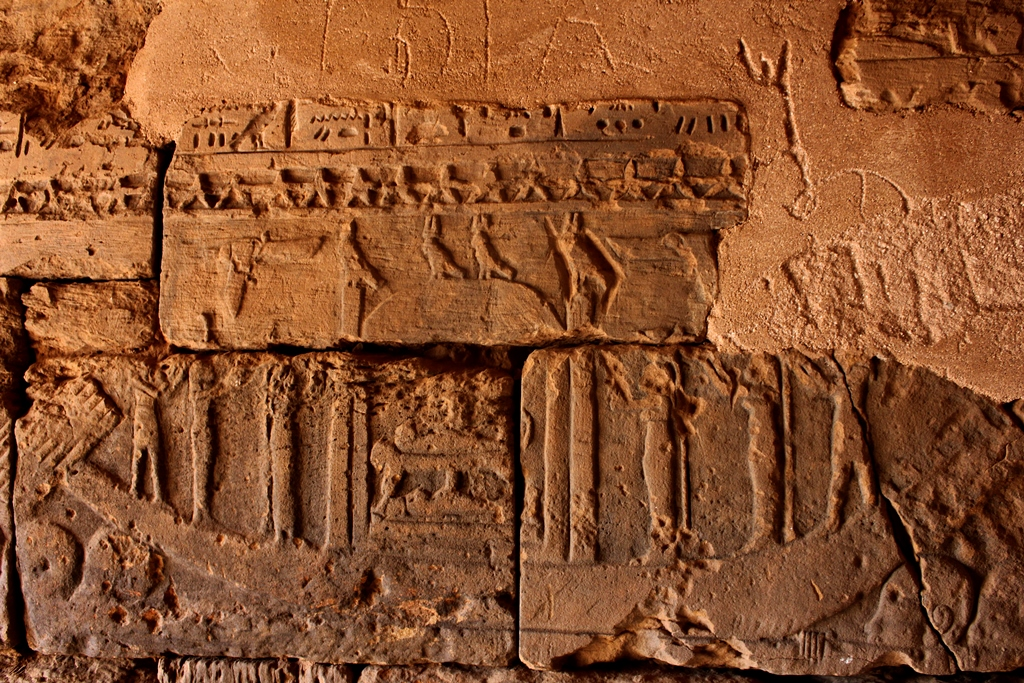
تفاصيل مصلى الهرم إفترض جدلا. رقم 1

بعد امتلاء المقبرة الجنوبية، استمرت المدافن في الشمال. يحتوي هذا الموقع على مدافن ملوك وملكات مروي الملكية من حوالي 300 قبل الميلاد إلى حوالي 350 قبل الميلاد تحتوي المقبرة الشمالية على العديد من الأهرامات الملكية:
- إفترض جدلا. رقم 1 - قنداقة تارى
- إفترض جدلا. رقم 2 - الملك أمانيخبالي[3]
- إفترض جدلا. رقم 3 - هرم الملكة (غير محدد)
- إفترض جدلا. رقم 4 - الملك أمانتيخا
- إفترض جدلا. رقم 5 - الأمير أريخانخارر ابن تارى
- إفترض جدلا. رقم 6 - كانداكي أمانيشكيتو
- إفترض جدلا. رقم 7 - الملك ارقماني (ميرقتيك)
- إفترض جدلا. رقم 8 - ناهيرقا (؟) (نياكينسان ميري إيزيس؟؟؟).
- إفترض جدلا. رقم 9 - الملك تابريكو ( اديخليماني؟)
- إفترض جدلا. رقم 10 - الملك شوركارور أو ارهانكرر
- إفترض جدلا. رقم 11 - الملكة شاناكداخيتي
- إفترض جدلا. رقم 12 - الملك تنيداماني
- إفترض جدلا. رقم 13 - الملك نقيرجينسان[5]
- إفترض جدلا. رقم 14 - هرم الملك (غير محدد)
- إفترض جدلا. رقم 15 - هرم الملك (غير محدد)
- إفترض جدلا. رقم 16 - الملك اخيستيم؟
- إفترض جدلا. رقم 17 - الملك أمانيتنميميد، نجماتري الأول
- إفترض جدلا. رقم 18 - الملكة أماني خاتاشان
- إفترض جدلا. رقم 19 - الملك تريكيينوال
- إفترض جدلا. رقم 20 - هرم الملك (غير محدد)
- إفترض جدلا. رقم 21 - هرم الملك (غير محدد)
- إفترض جدلا. رقم 22 - الملك ناتاكاماني
- إفترض جدلا. رقم 24 - هرم الملك (غير محدد)
- إفترض جدلا. رقم 25 - هرم الملك (غير محدد)
- إفترض جدلا. رقم 26 - هرم كوين (غير محدد)
- إفترض جدلا. رقم 27 - هرم الملك (غير محدد)
- إفترض جدلا. رقم 28 - الملك تكريديماني الأول
- إفترض جدلا. رقم 29 - الملك تاكيزماني.
- إفترض جدلا. رقم 30 - هرم الملك (غير محدد)
- إفترض جدلا. رقم 32 - هرم كوين (غير محدد)
- إفترض جدلا. رقم 34 - الملك أرتانيزمي، خبركاري الثالث.
- إفترض جدلا. رقم 35 - مانيتيرارازي، تيرارماني.
- إفترض جدلا. رقم 36 - هرم الملك (غير محدد)
- إفترض جدلا. رقم 37 - غير معروف.
- إفترض جدلا. رقم 38 - هرم الملك (غير محدد)
- إفترض جدلا. رقم 40 - هرم الملك (غير محدد)
- إفترض جدلا. رقم 41 - هرم الملك (غير محدد)
- إفترض جدلا. رقم 51 - هرم الملك (غير محدد)
- إفترض جدلا. رقم 52 - غير معروف
- إفترض جدلا. رقم 53 - هرم الملك (غير محدد)
- إفترض جدلا. رقم 55 - غير معروف.
- إفترض جدلا. رقم 56 - هرم الأمير (غير محدد)

## المقبرة الغربية بالبجراوية
- إفترض جدلا. W14 - ناساباناساب
- إفترض جدلا. W18 - تاكتيداماني
- إفترض جدلا. W19 - تديقين
- إفترض جدلا. W105 - أمانيبيلد
- إفترض جدلا. W113 - الملك مشاديكهيل
- إفترض جدلا. W342 - أتيديكي

## أهرام النوبة
- أهرام النوبة
- المقبرة الملكية بالكرو. دفن هنا قشطة، بيا، تنوت أماني، الشبكة، ودفن عدة ملكات في الأهرامات في الكرو.
- المقبرة الملكية في نوري. الملك طهارقة وغيره من العائلة المالكة من مملكة نبتة مدفون في نوري.
- أهرامات جبل البركل